# Rmdir
rmdir (nebo rd) je v informatice příkaz operačních systémů Unix, DOS, OS/2 a Microsoft Windows, který slouží k odstranění (prázdných) adresářů.

## Zápis
```
rmdir nazev_adresare
```

Parametry v systémech DOS a Windows:
- /q : při odstraňování adresářů nebude uživatel dotazován na potvrzení
- /s : odstraní zadaný adresář včetně všech podadresářů a souborů

V unixových systémech je možné použít parametr -p k odstranění nadřazených adresářů, které jsou prázdné:
```
rmdir -p slozka/podslozka_1/podslozka_2
```

Nejdříve se odstraní podslozka_2, potom podslozka_1 a nakonec slozka.
Adresář nelze odstranit, pokud obsahuje systémové nebo skryté soubory.
V systémech DOS a Windows lze pro zobrazení systémových souborů použít příkaz:
```
dir d:\slozka\podslozka_1\podslozka_2
```

a poté skryté či systémové soubory odstranit příkazem attrib.
Nelze odstranit aktuální adresář. Nejdříve je nutné nastavit jiný adresář a poté použít příkaz rmdir s udáním cesty.

## Historie
Příkaz rmdir byl zaveden již v první edici operačního systému UNIX (vydán 3. listopadu 1971). Dnes má rmdir() k dispozici systémové volání pro každý z jeho parametrů, které oznamuje případné chyby. Ale v době první edice byl pouze příkaz rmdir. Toto se změnilo v roce 1983, kdy vzniklo 4.2BSD. Od této verze je za vytváření a odstraňování adresářů záležitostí kernelu.